# Rip It Up
"Rip It Up" is een nummer van de Amerikaanse muzikant Little Richard. Het verscheen in juni 1956 als single.

## Achtergrond
"Rip It Up" is geschreven door Robert Blackwell en John Marascalco en geproduceerd door Blackwell. In 1956 werd het opgenomen door Little Richard. De tenorsaxofoonsolo wordt gespeeld door Lee Allen. Richard bracht het nummer uit als single met "Ready Teddy" op de B-kant. De single behaalde in de Verenigde Staten de eerste plaats in de r&b-lijst en de zeventiende plaats in de Billboard Hot 100. Ook haalde het een hitnotering in de Britse UK Singles Chart, waarin het tot de dertigste positie kwam.
"Rip It Up" is door vele artiesten gecoverd. Bill Haley and his Comets bereikten later in 1956 plaats 25 in de Billboard Hot 100 en de vierde positie in de UK Singles Chart. Deze versie werd ook gebruikt in de film Don't Knock the Rock. The Beatles speelden het nummer in 1969 in een medley met "Shake, Rattle and Roll" en "Blue Suede Shoes", die in 1996 werd uitgebracht op het compilatiealbum Anthology 3. Beatle John Lennon nam het in 1975 zelf opnieuw op voor zijn coveralbum Rock 'n' Roll in een medley met "Ready Teddy".
Andere versies van "Rip It Up" zijn opgenomen door Chuck Berry, James Booker, Adriano Celentano, The Everly Brothers, Gerry & the Pacemakers, Hanson, Buddy Holly, Wanda Jackson, James Last, Elvis Presley, Cliff Richard, The Scorpions, Shakin' Stevens, Vince Taylor, The Tornados, Truck Stop, Sylvie Vartan, Gene Vincent en The Zombies.